# Random House Tower
Der Random House Tower, auch Park Imperial Apartments, ist ein 208,5 Meter hoher Wolkenkratzer mit gemischter Nutzung in Manhattan in New York City. Das Gebäude ist der Hauptsitz des Verlags Random House und seit 2016 der Verlagsgruppe Penguin Random House und besitzt des Weiteren einen luxuriösen Wohnteil.

## Beschreibung
Das Wohn- und Bürogebäude befindet sich an der Westseite des Broadways zwischen der West 55th und West 56th Street in Midtown Manhattan. Der Columbus Circle und der Central Park liegen drei Blocks nördlich. Bekannte benachbarte Wolkenkratzer sind der Hearst Tower und mit dem 472 Meter hohen Central Park Tower das zweithöchste Gebäude der Stadt.
Der Wolkenkratzer besteht architektonisch aus zwei Teilen. Der untere Büroteil besitzt einen Stahlrahmen und wurde vom Architekturbüro Skidmore, Owings and Merrill entworfen. Der darauf sitzende Wohnteil mit dem offiziellen Namen „The Park Imperial“ verfügt über einen Betonrahmen und stammt von den Architekten Ismael Leyva Architects und Adam D. Tihany. Die Arbeiten am Random House Tower, benannt nach dem ersten Hauptmieter Random House, begannen im Frühjahr 2000 und im Sommer 2003 wurde das Gebäude fertiggestellt. Die offizielle Eröffnung fand im Winter desselben Jahres statt. Die Baukosten betrugen 300 Millionen US-Dollar. Das Gebäude verfügt über zwei Fluid-Massendämpfer, die Gebäudeschwankungen dämpfen sollen. Das Hochhaus ist 208,5 m (684 Fuß) hoch und besitzt 52 Stockwerke. Die Fassade ist am Sockel mit poliertem grauem Granit und darüber mit reflektierendem Glas verkleidet. Die Büroeinheiten des Verlagshauses Random House sind in den Etagen 2 bis 26 und die 101 luxuriösen Eigentumswohnungen in den Etagen 27 bis 51 untergebracht. Die Wohngeschosse werden mit den Etagennummern 48 bis 70 vermarktet. Zu den ersten Bewohnern der Apartments gehören P. Diddy und New-York-Yankees-Kapitän Randy Johnson. Das Erdgeschoss nehmen Einzelhandelsflächen ein. Der Wolkenkratzer wird auch als Aussichtsplattform und zur Telekommunikation genutzt. Das Gebäude belegt Platz 96 der höchsten Gebäude in New York City (Stand Juli 2025).